# Jan in 't Velt
Jan in 't Velt (gedoopt op 17 juli 1791 te Brielle - Helder, 13 mei 1850) was een Nederlandse politicus. In 1824 werd hij schout van de gemeente Huisduinen en Helder, dit ambt werd in 1825 veranderd in burgemeester. Hij was tevens opperstrandvonder. Tijdens zijn burgemeesterschap verdween Huisduinen uit de gemeentenaam. Hij bleef burgemeester van de gemeente Helder tot aan zijn dood.
Hij studeerde vanaf 1810 medicijnen in Leiden en diende daarna bij de Koninklijke Marine, eerst op het schip Zr.Ms. Hyena en daarna van 1817 tot 1824 als officier van gezondheid te 's-Gravenhage. Hij was van 1826 tot aan zijn overlijden president van een Helderse subcommissie van de Maatschappij van Weldadigheid. In 't Velt was ridder der Orde van de Nederlandse Leeuw.